# Голокрон целостности
Голокрон цельности во Вселенной Звёздных Войн − это база данных, в которой указаны все источники, повествующие о Расширенной Вселенной, считающиеся каноничными, а также, в случае их противоречивости − авторитетность.
Каноничность, или авторитетность источника помечается одной из четырёх букв:
G-канон — «канон Джорджа Лукаса»; шесть эпизодов и всё, что предоставлено Lucas Licensing непосредственно Лукасом (включая неопубликованные комментарии самого режиссёра и киносъемочной группы, которые никогда не показывались публике). Элементы, созданные при участии Лукаса для новеллизаций, справочников и других источников также причисляются к G-канону, хотя всё, что создано авторами этих произведений, считается C-каноном. Когда возникает противоречия между разными версиями фильмов, наиболее свежие изменения имеют приоритет перед старыми, поскольку исправляют ошибки, улучшают взаимосвязь между трилогиями и наиболее точно выражают текущее понимание Лукасом вселенной «Звёздных войн».
T-канон — «телевизионный канон». К нему относятся анимационный фильм «Звёздные войны: Войны клонов», одноимённый анимационный телесериал, и ещё один будущий телесериал. Имеет более высокий приоритет, чем C-канон.
C-канон — «канон целостности», состоящий из всех новых работ (и множества старых), выпущенных под маркой «Звёздных войн»: книг, комиксов, игр, мультфильмов, видеофильмов и т. д.
S-канон — «вторичный канон», материалы, используемые или игнорируемые авторами по ситуации. Сюда входят в основном старые работы, например, многие комиксы серии «Marvel Star Wars», выпущенные до попыток поддержания целостности, а также другие вещи, которые «могут не вполне подходить».
N-канон — все, что противоречит канонам (альтернативная история).

## История
В 2000 году Lucas Licensing поручила Лиланду Чи создать базу данных для отслеживания целостности вселенной «Звёздных войн». База получила наименование «Голокрон целостности». Голокрон следует многолетним принципам каноничности, но кроме того, позволяет оценить каждый элемент рассказов в отдельности, а не только рассказы в целом.